# Duiksignaal
Duiksignalen zijn tekens met handen, armen, lampen of andere hulpmiddelen, die tijdens het duiken worden gebruikt. Aangezien onder water niet gesproken kan worden, zijn signalen afgesproken voor veel voorkomende situaties (zie hieronder voor voorbeelden). Er wordt onderscheid gemaakt tussen vragen - die hebben altijd een antwoord nodig - en aanwijzingen/meldingen - die niet noodzakelijk een antwoord nodig hebben. In duikopleidingen wordt aandacht geschonken aan het leren van signalen. Hoewel de meeste signalen internationaal vergelijkbaar zijn, dient een duiker voorafgaand aan de duik met zijn buddy de gebaren nog kort door te nemen om misverstanden te voorkomen.

## Hand/armgebaren
Over het algemeen wordt in koppels (met buddy's) gedoken, zodat er in geval van nood altijd hulp in de buurt is. Communicatie is op korte afstand ook het makkelijkst: om aandacht te trekken kan de buddy kort worden aangeraakt. Om aandacht op grotere afstand te trekken kan met een metalen object op de duikfles worden getikt. Boven water zijn de afstanden tussen duikers onderling of duikers en de boot vaak wat groter; dan wordt vaak een arm gebruikt.

### De meest gangbare tekensboven water

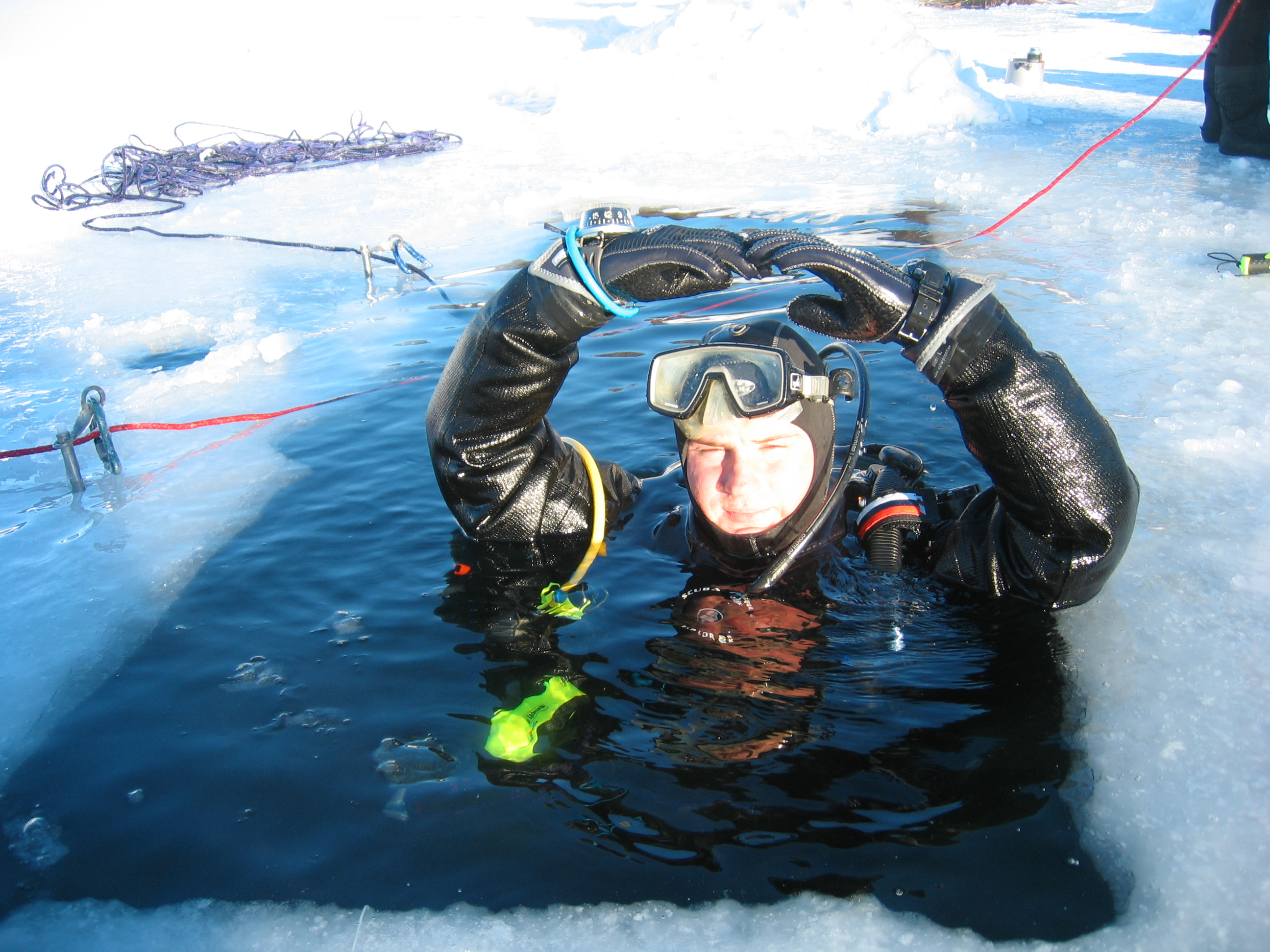
Ok? (antwoord verplicht:) Ok
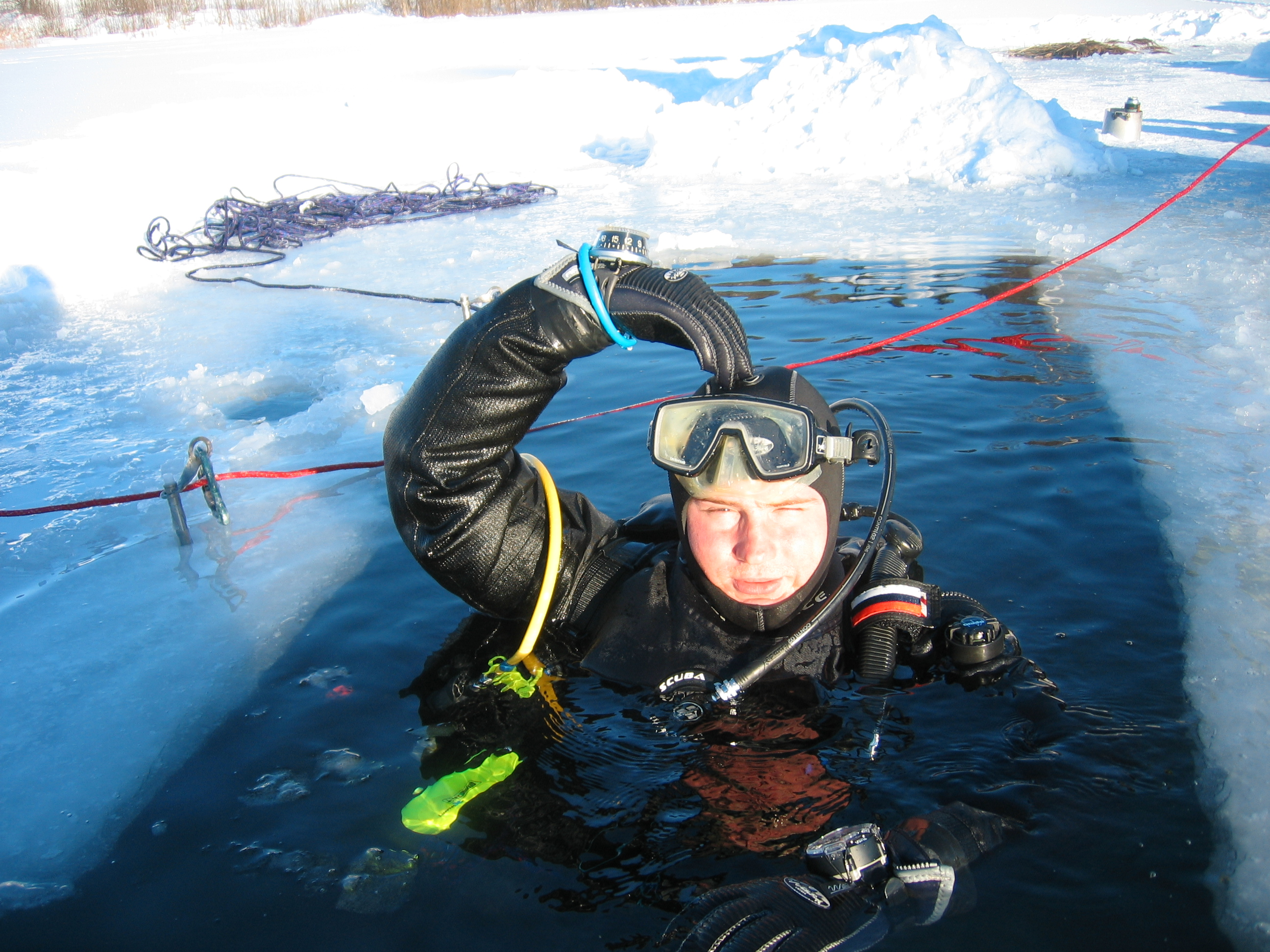
Ok? Ok (met 1 hand)
- noodgeval, help

### De meest gangbare signalenonder water

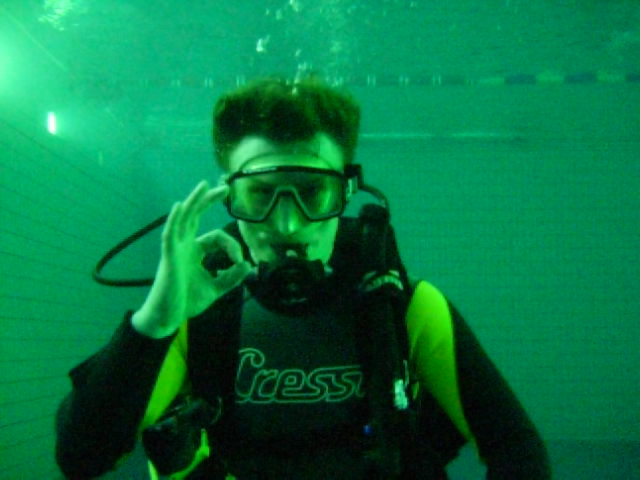
Ok? (antwoord verplicht:) Ok
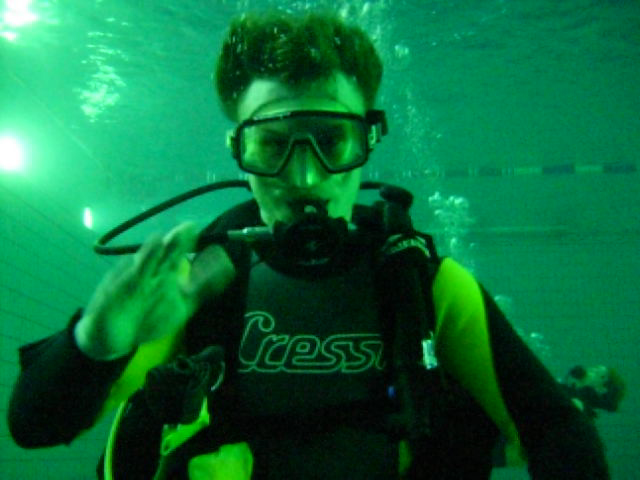
er klopt iets niet / probleem
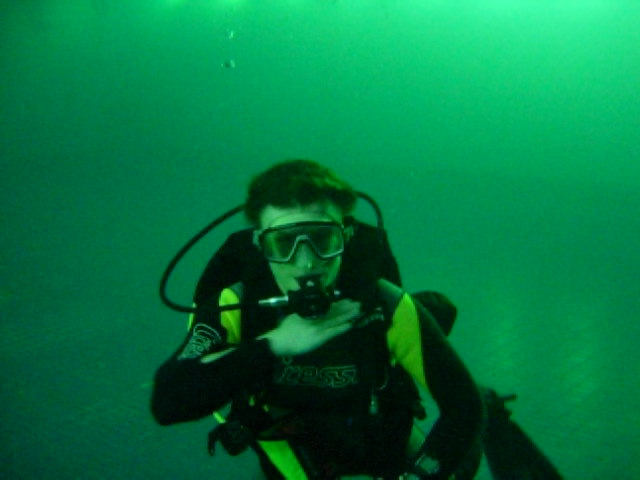
heb geen lucht meer
- heb geen lucht meer
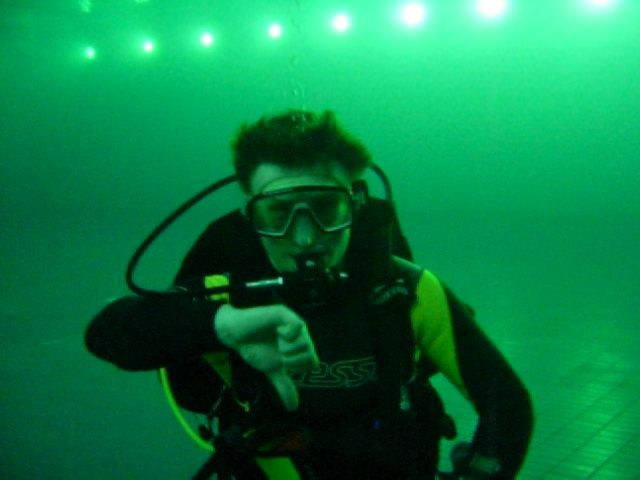
omlaag
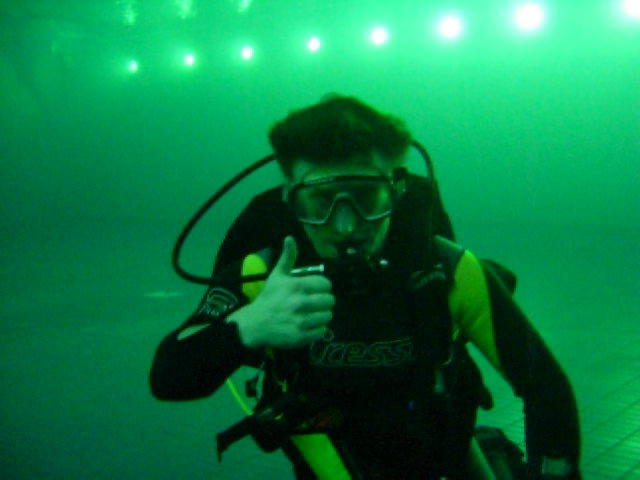
omhoog (bij grotduiken: naar buiten)

### Overige aanduidingen

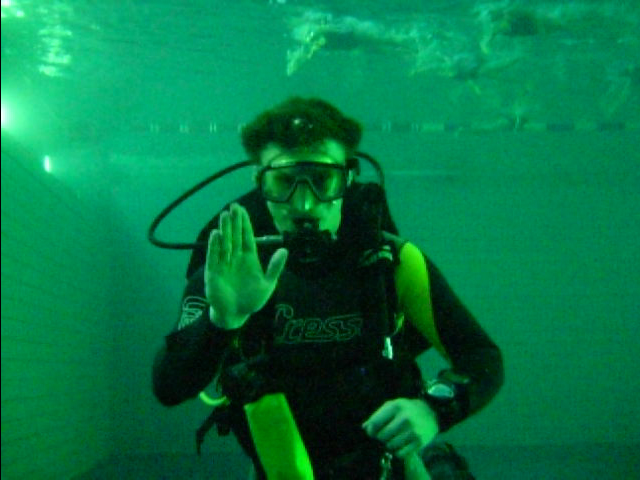
stop, blijf daar
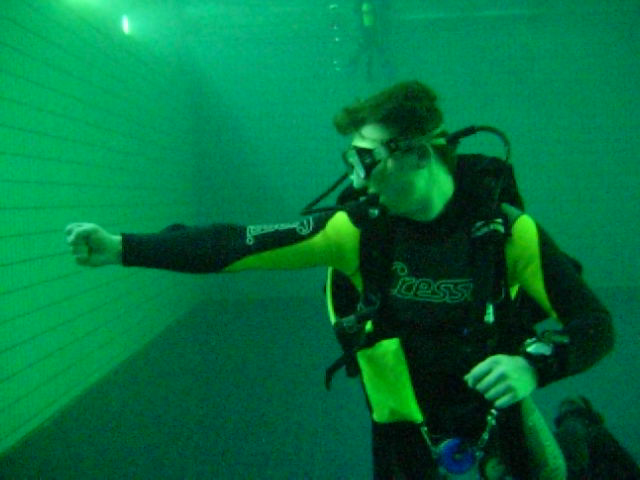
gevaar
- op deze diepte blijven
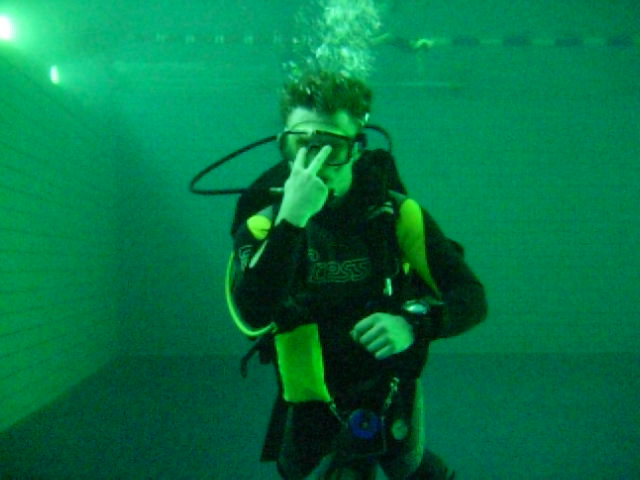
kijk naar ... (daarna wijzen)
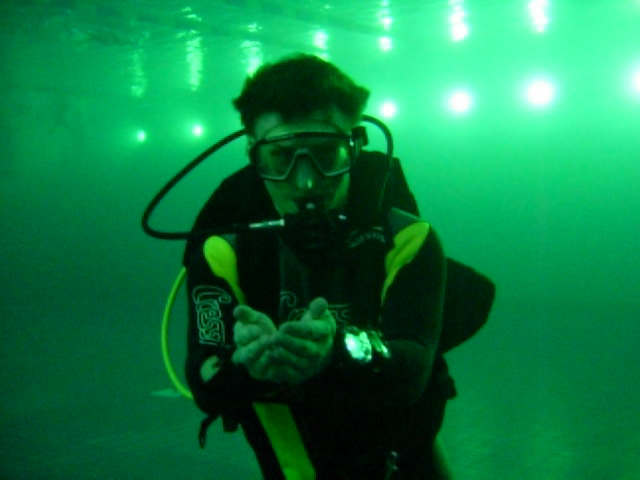
boot
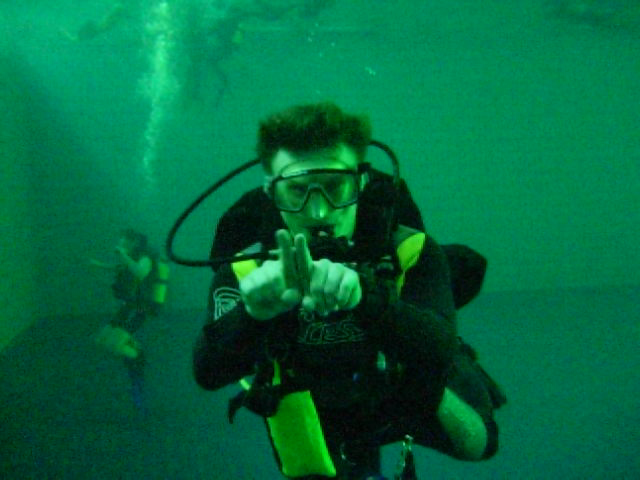
blijf bij je buddy
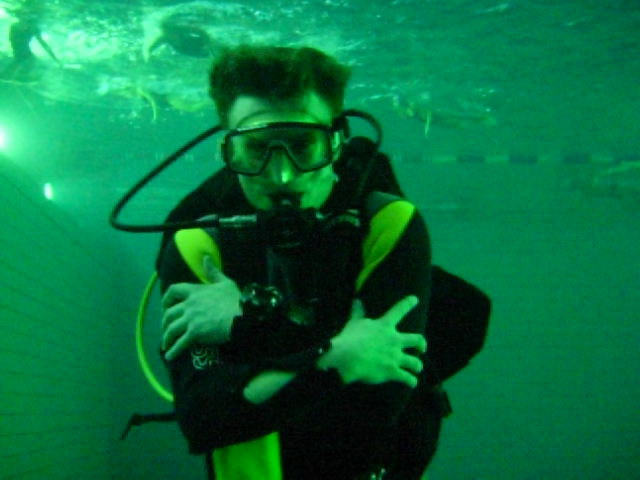
koud
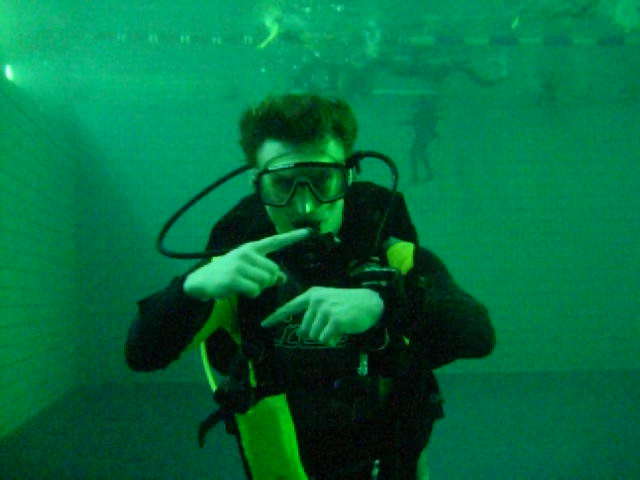
herhaal
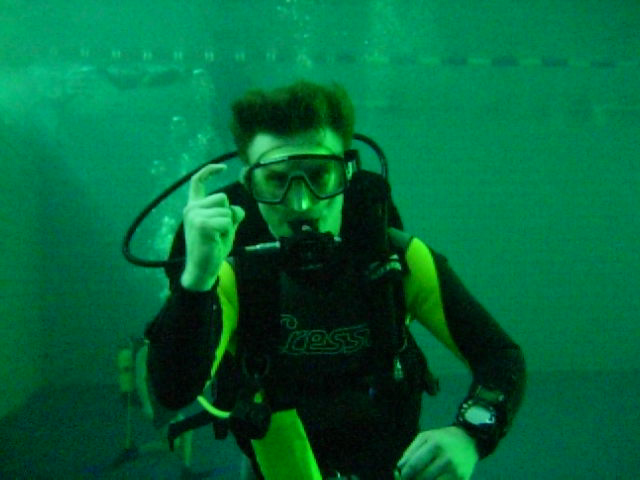
vraag...

### Getallen
Deze worden bijvoorbeeld gebruikt om de luchtvoorraad aan te duiden. Ook de plafonddiepte kan ermee aangegeven worden.

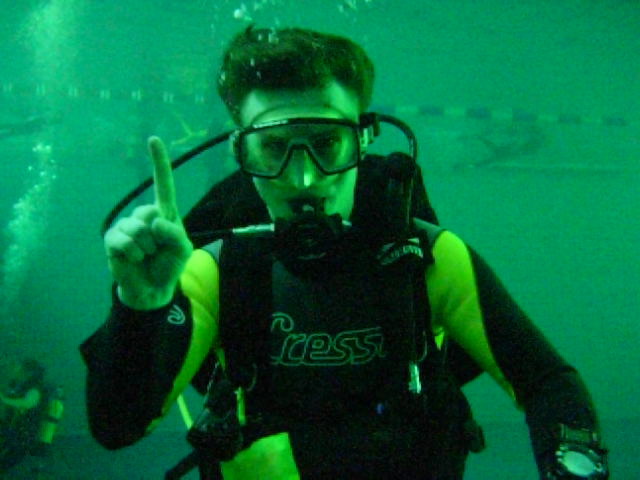
1
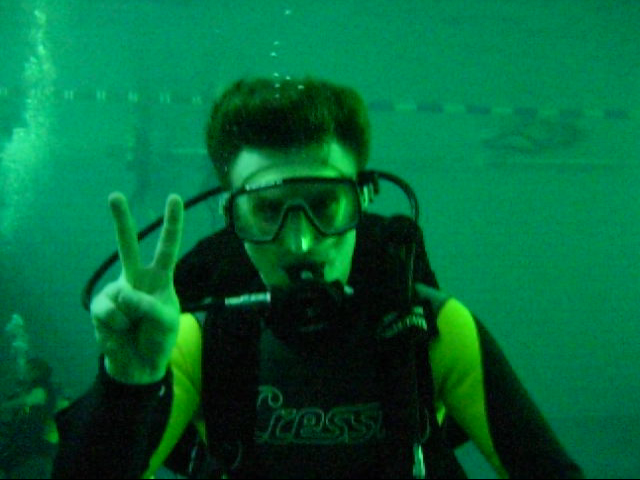
2
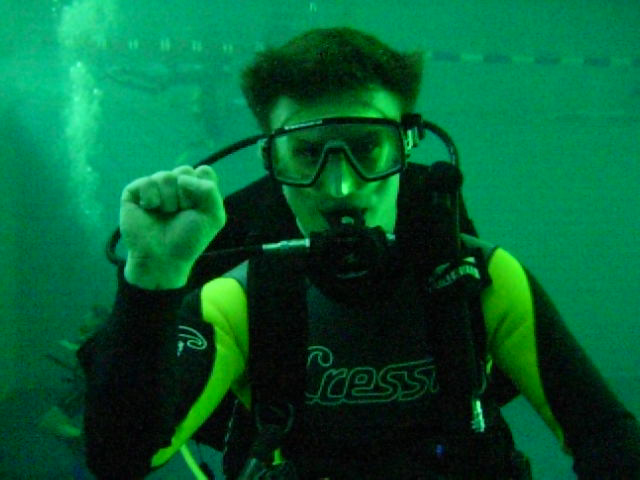
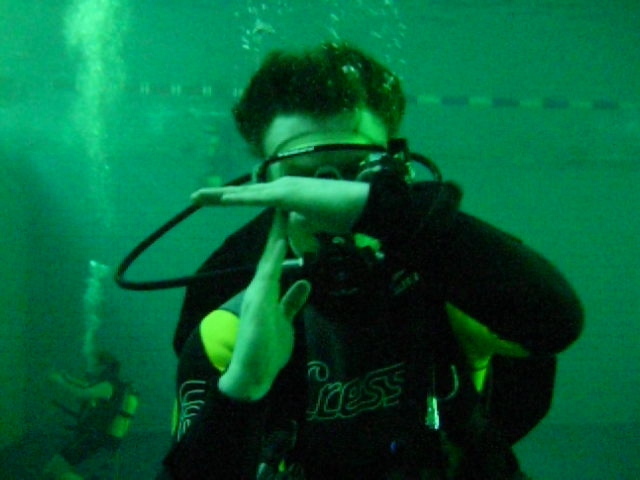

- reserve (=50 bij 200-bar flessen)
- halftijd (=100 bij 200-bar flessen)

De getallen 1-9 zijn standaard afgesproken.

### Dieren
Voor de verschillende vissen en overige beesten die onderwater leven, is een veelvoud aan tekens. Deze zijn over het algemeen lokaal in gebruik.

## Lichttekens
's Nachts of in grotten is er te weinig licht om handgebaren te herkennen. Met behulp van lantaarns kunnen de volgende tekens minimaal gegeven worden. Deze kunnen op de bodem vlak voor de duikpartner geschenen worden (in plaats van in zijn richting, aangezien dat tot verblinding kan leiden).

Ok? (verplicht antwoord:) Ok
let op! of probleem!

Als eenmaal de aandacht van de buddy is getrokken, dan kan op een handgebaar geschenen worden.